# Vinyla 2014
Vinyla 2014 byl čtvrtý ročník hudebních cen Vinyla. 

## Ceny a nominace

### Deska roku
- DVA – Nipomo[1]
- Kalle – Live from The Room
- Leto – Zbytky ozářených ploch

### Objev roku
- Schwarzprior[1]
- Divided
- Kalle

### Počin roku
- Studio Needles – hudba k audioknize Solaris[1]
- Pelhřimovy 2014
- Tvrdý/Havelka – U nás v garáži